# 慕尼黑地铁7号线

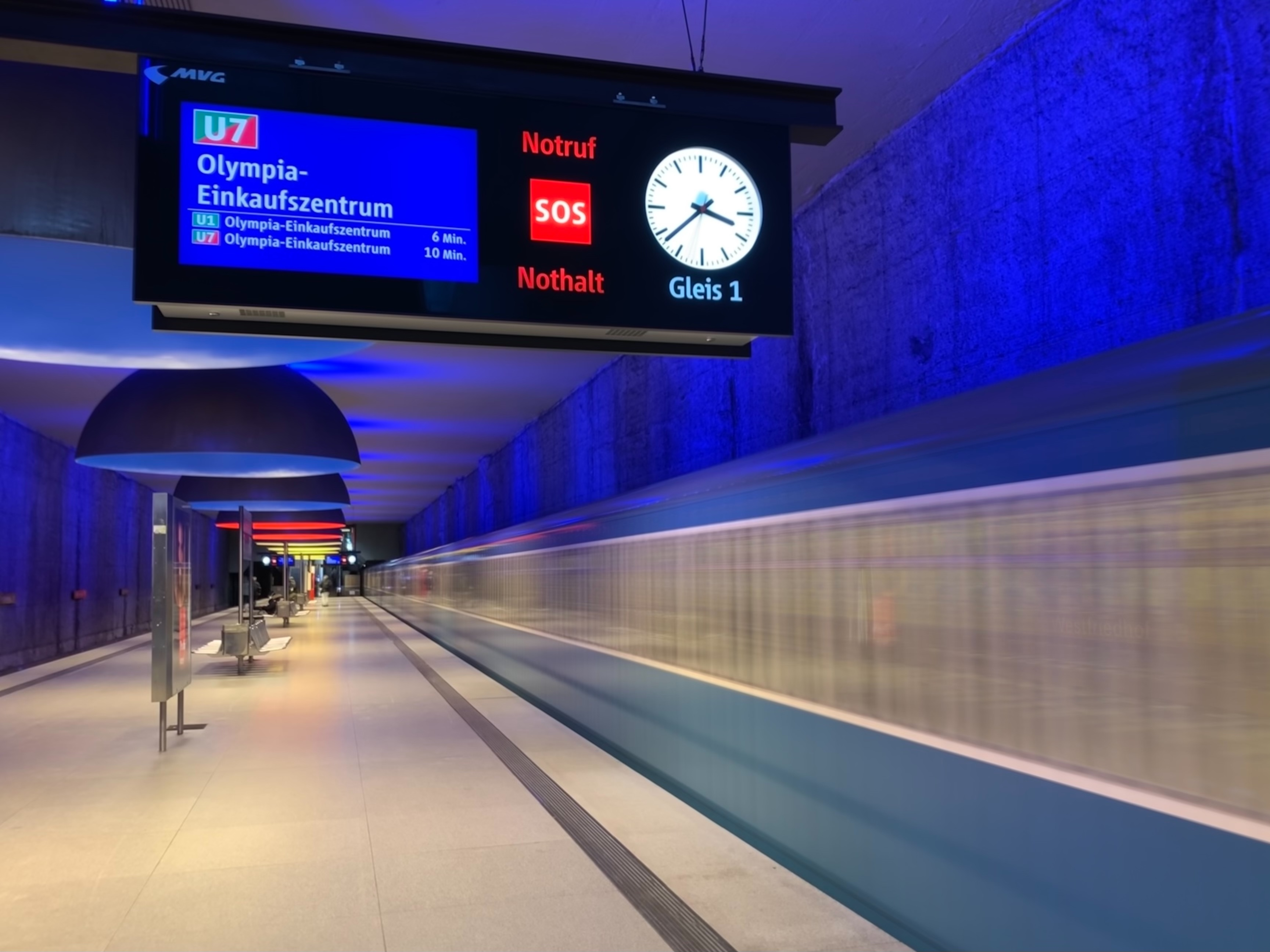

慕尼黑地铁7号线（U-Bahn-Linie 7 München）全长15公里，共设有地17座车站，平均站距不到1公里。地铁7号线是一条高峰线，起始站分别为西部陵园站到新佩拉赫中心站。